# Europees kampioenschap voetbal onder 21 - 2002
Aan het Europees kampioenschap voetbal onder 21 van 2002 (kortweg EK voetbal -21) deden 47 teams mee. Het toernooi werd inclusief de kwalificatiewedstrijden tussen 2000 en 2002 gehouden. Uit de ploegen die dit jaar het eindtoernooi haalden, werd Zwitserland als gastland gekozen. De opzet van dit eindtoernooi was net als vorig jaar weer veranderd. Er waren nog steeds acht groepen die zich konden kwalificeren in twee groepen van vier teams, daarna werd er een halve finale gehouden, in plaats van twee wedstrijden om de eerste en derde plaats. Na de halve finale was er enkel nog een finale (geen verliezersfinale). Het toernooi werd voor de eerste keer gewonnen door Tsjechië.
De 47 teams werden verdeeld in één groep van vier, vijf van vijf en drie van zes. De negen groepswinnaars en zeven beste nummers stroomden door naar een play-off-ronde. De acht winnaars daarvan stroomden door naar het hoofdtoernooi, een van de acht winnende landen werd gastland.

## Kwalificatie
| Kwalificatiegroep 1 | Kwalificatiegroep 1 | Wed | W | G | V | DV | DT | Ptn |
| ------------------- | ------------------- | --- | - | - | - | -- | -- | --- |
| 1                   | Zwitserland         | 8   | 4 | 4 | 0 | 22 | 10 | 16  |
| 2                   | Rusland             | 8   | 4 | 3 | 1 | 23 | 9  | 15  |
| 3                   | Joegoslavië         | 8   | 4 | 3 | 1 | 22 | 11 | 15  |
| 4                   | Slovenië            | 8   | 2 | 2 | 4 | 10 | 10 | 8   |
| 5                   | Luxemburg           | 8   | 0 | 0 | 8 | 1  | 38 | 0   |

| - Zwitserland 3-1 Rusland - Luxemburg 0-3 Joegoslavië - Luxemburg 1-5 Slovenië - Slovenië 0-0 Zwitserland - Rusland 2-0 Luxemburg - Joegoslavië 3-3 Zwitserland - Rusland 0-0 Slovenië - Zwitserland 6-0 Luxemburg - Slovenië 1-2 Joegoslavië - Joegoslavië 2-2 Rusland | - Slovenië 1-0 Luxemburg - Rusland 2-0 Joegoslavië - Zwitserland 2-1 Slovenië - Luxemburg 0-10 Rusland - Zwitserland 2-2 Joegoslavië - Slovenië 1-3 Rusland - Luxemburg 0-3 Zwitserland - Joegoslavië 2-1 Slovenië - Joegoslavië 8-0 Luxemburg - Rusland 3-3 Zwitserland |

| Kwalificatiegroep 2 | Kwalificatiegroep 2 | Wed | W | G | V | DV | DT | Ptn |
| ------------------- | ------------------- | --- | - | - | - | -- | -- | --- |
| 1                   | Portugal            | 8   | 6 | 1 | 1 | 22 | 4  | 19  |
| 2                   | Nederland           | 8   | 5 | 2 | 1 | 20 | 7  | 17  |
| 3                   | Ierland             | 8   | 4 | 1 | 3 | 10 | 7  | 13  |
| 4                   | Cyprus              | 8   | 3 | 0 | 5 | 9  | 17 | 9   |
| 5                   | Estland             | 8   | 0 | 0 | 8 | 2  | 28 | 0   |

| - Nederland 2-0 Ierland - Estland 1-3 Portugal - Cyprus 0-1 Nederland - Portugal 3-1 Ierland - Nederland 1-1 Portugal - Ierland 1-0 Estland - Cyprus 0-1 Ierland - Cyprus 3-1 Estland - Portugal 3-0 Nederland - Nederland 4-2 Cyprus | - Estland 0-5 Nederland - Ierland 0-1 Portugal - Estland 0-3 Ierland - Portugal 7-0 Cyprus - Estland 0-3 Cyprus - Ierland 1-1 Nederland - Cyprus 1-0 Portugal - Nederland 6-0 Estland - Ierland 3-0 Cyprus - Portugal 4-0 Estland |

| Kwalificatiegroep 3 | Kwalificatiegroep 3 | Wed | W | G | V | DV | DT | Ptn |
| ------------------- | ------------------- | --- | - | - | - | -- | -- | --- |
| 1                   | Tsjechië            | 10  | 9 | 0 | 1 | 28 | 5  | 27  |
| 2                   | Bulgarije           | 10  | 5 | 3 | 2 | 16 | 17 | 18  |
| 3                   | Denemarken          | 10  | 4 | 3 | 3 | 18 | 12 | 15  |
| 4                   | IJsland             | 10  | 3 | 2 | 5 | 13 | 17 | 11  |
| 5                   | Noord-Ierland       | 10  | 2 | 2 | 6 | 12 | 21 | 8   |
| 6                   | Malta               | 10  | 0 | 4 | 6 | 5  | 20 | 4   |

| - Bulgarije 1-0 Tsjechië - IJsland 0-0 Denemarken - Noord-Ierland 1-1* Malta - Bulgarije 2-0 Malta - Tsjechië 2-1 IJsland - Noord-Ierland 0-3 Denemarken - Denemarken 2-2 Bulgarije - Malta 0-1 Tsjechië - IJsland 2-5 Noord-Ierland - Malta 0-0 Denemarken - Noord-Ierland 0-2 Tsjechië - Bulgarije 1-0 IJsland - Bulgarije 2-0 Noord-Ierland - Tsjechië 3-0 Denemarken - Malta 1-1 IJsland | - Denemarken 3-4 Tsjechië - IJsland 3-0 Malta - Noord-Ierland 1-1 Bulgarije - Denemarken 3-0 Malta - IJsland 3-2 Bulgarije - Tsjechië 4-0 Noord-Ierland - Denemarken 2-0 Noord-Ierland - IJsland 0-1 Tsjechië - Malta 2-2 Bulgarije - Bulgarije 3-1 Denemarken - Tsjechië 3-0 Malta - Noord-Ierland 1-3 IJsland - Denemarken 4-0 IJsland - Malta 2-2 Noord-Ierland - Tsjechië 8-0 Bulgarije |

| Kwalificatiegroep 4 | Kwalificatiegroep 4 | Wed | W | G | V | DV | DT | Ptn |
| ------------------- | ------------------- | --- | - | - | - | -- | -- | --- |
| 1                   | Turkije             | 10  | 7 | 2 | 1 | 19 | 6  | 23  |
| 2                   | Zweden              | 10  | 5 | 4 | 1 | 19 | 6  | 19  |
| 3                   | Slowakije           | 10  | 4 | 4 | 2 | 13 | 7  | 16  |
| 4                   | Moldavië            | 10  | 2 | 3 | 5 | 6  | 13 | 9   |
| 5                   | Azerbeidzjan        | 10  | 2 | 3 | 5 | 4  | 17 | 9   |
| 6                   | Macedonië           | 10  | 1 | 2 | 7 | 6  | 18 | 5   |

| - Azerbeidzjan 0-5 Zweden - Turkije 1-0 Moldavië - Slowakije 2-0 Macedonië - Moldavië 0-3 Slowakije - Macedonië 1-2 Azerbeidzjan - Zweden 0-0 Turkije - Moldavië 3-0 Macedonië - Azerbeidzjan 1-2 Turkije - Slowakije 1-1 Zweden - Turkije 0-1 Slowakije - Zweden 2-0 Macedonië - Azerbeidzjan 0-0 Moldavië - Macedonië 1-4 Turkije - Slowakije 5-0 Azerbeidzjan - Moldavië 0-2 Zweden | - Turkije 3-0 Azerbeidzjan - Zweden 4-0 Slowakije - Macedonië 2-0 Moldavië - Turkije 2-0 Macedonië - Azerbeidzjan 0-0 Slowakije - Zweden 3-0 Moldavië - Slowakije 0-1 Turkije - Moldavië 1-0 Azerbeidzjan - Macedonië 1-1 Zweden - Turkije 4-1 Zweden - Azerbeidzjan 1-0 Macedonië - Slowakije 0-0 Moldavië - Moldavië 2-2 Turkije - Zweden 0-0 Azerbeidzjan - Macedonië 1-1 Slowakije |

| Kwalificatiegroep 5 | Kwalificatiegroep 5 | Wed | W | G | V | DV | DT | Ptn |
| ------------------- | ------------------- | --- | - | - | - | -- | -- | --- |
| 1                   | Oekraïne            | 10  | 6 | 1 | 3 | 14 | 13 | 19  |
| 2                   | Polen               | 10  | 5 | 3 | 2 | 20 | 14 | 18  |
| 3                   | Noorwegen           | 10  | 6 | 0 | 4 | 21 | 12 | 18  |
| 4                   | Wit-Rusland         | 10  | 5 | 1 | 4 | 21 | 14 | 16  |
| 5                   | Armenië             | 10  | 4 | 2 | 4 | 10 | 15 | 14  |
| 6                   | Wales               | 10  | 0 | 1 | 9 | 4  | 22 | 1   |

| - Wit-Rusland 4-1 Wales - Noorwegen 5-1 Armenië - Oekraïne 2-2 Polen - Armenië 1-2 Oekraïne - Polen 0-4 Wit-Rusland - Wales 0-2 Noorwegen - Wit-Rusland 5-0 Armenië - Polen 2-1 Wales - Noorwegen 3-1 Oekraïne - Armenië 1-0 Wales - Oekraïne 1-0 Wit-Rusland - Noorwegen 1-2 Polen - Wit-Rusland 1-0 Noorwegen - Polen 1-1 Armenië - Wales 0-3 Oekraïne | - Armenië 1-0 Wit-Rusland - Oekraïne 1-3 Noorwegen - Wales 0-4 Polen - Noorwegen 5-1 Wit-Rusland - Armenië 2-0 Polen - Oekraïne 1-0 Wales - Wit-Rusland 1-2 Oekraïne - Wales 1-1 Armenië - Polen 3-0 Noorwegen - Oekraïne 1-0 Armenië - Wit-Rusland 3-3 Polen - Noorwegen 2-0 Wales - Armenië 2-0 Noorwegen - Polen 3-0 Oekraïne - Wales 1-2 Wit-Rusland |

| Kwalificatiegroep 6 | Kwalificatiegroep 6 | Wed | W | G | V | DV | DT | Ptn |
| ------------------- | ------------------- | --- | - | - | - | -- | -- | --- |
| 1                   | België              | 6   | 4 | 1 | 1 | 8  | 2  | 13  |
| 2                   | Kroatië             | 6   | 3 | 2 | 1 | 9  | 6  | 11  |
| 3                   | Schotland           | 6   | 2 | 2 | 2 | 6  | 6  | 8   |
| 4                   | Letland             | 6   | 0 | 1 | 5 | 3  | 12 | 1   |

| - Letland 1-3 Schotland - België 2-1 Kroatië - Letland 0-2 België - Kroatië 3-1 Schotland - Kroatië 2-1 Letland - Schotland 0-1 België - België 3-0 Letland - Letland 1-1 Kroatië - Schotland 1-1 Kroatië - België 0-0 Schotland - Kroatië 1-0 België - Schotland 1-0 Letland |

| Kwalificatiegroep 7 | Kwalificatiegroep 7   | Wed | W | G | V | DV | DT | Ptn |
| ------------------- | --------------------- | --- | - | - | - | -- | -- | --- |
| 1                   | Frankrijk             | 8   | 6 | 2 | 0 | 16 | 6  | 20  |
| 2                   | Spanje                | 8   | 5 | 1 | 2 | 13 | 7  | 16  |
| 3                   | Israël                | 8   | 4 | 0 | 4 | 16 | 13 | 12  |
| 4                   | Oostenrijk            | 8   | 2 | 2 | 4 | 7  | 14 | 8   |
| 5                   | Bosnië en Herzegovina | 8   | 0 | 1 | 7 | 5  | 17 | 1   |

| - Bosnië & Herzegovina 0-2 Spanje - Frankrijk 3-0 Israël - Frankrijk 2-1 Oostenrijk - Spanje 1-0 Israël - Oostenrijk 2-1 Spanje - Israël 2-1 Bosnië & Herzegovina - Bosnië & Herzegovina 0-1 Frankrijk - Israël 3-4 Frankrijk - Bosnië & Herzegovina 0-0 Oostenrijk - Spanje 1-1 Frankrijk | - Oostenrijk 0-2 Israël - Oostenrijk 1-1 Frankrijk - Spanje 5-1 Bosnië & Herzegovina - Israël 0-1 Spanje - Spanje 2-0 Oostenrijk - Bosnië & Herzegovina 2-4 Israël - Oostenrijk 2-1 Bosnië & Herzegovina - Frankrijk 3-0 Spanje - Frankrijk 1-0 Bosnië & Herzegovina - Israël 5-1 Oostenrijk |

| Kwalificatiegroep 8 | Kwalificatiegroep 8 | Wed | W | G | V | DV | DT | Ptn |
| ------------------- | ------------------- | --- | - | - | - | -- | -- | --- |
| 1                   | Italië              | 8   | 6 | 1 | 1 | 14 | 5  | 19  |
| 2                   | Roemenië            | 8   | 5 | 1 | 2 | 13 | 5  | 16  |
| 3                   | Hongarije           | 8   | 5 | 0 | 3 | 12 | 9  | 15  |
| 4                   | Litouwen            | 8   | 2 | 0 | 6 | 5  | 17 | 6   |
| 5                   | Georgië             | 8   | 1 | 0 | 7 | 9  | 17 | 3   |

| - Roemenië 2-0* Litouwen - Hongarije 0-3 Italië - Litouwen 2-1 Georgië - Italië 1-1 Roemenië - Litouwen 0-1 Hongarije - Italië 3-2 Georgië - Hongarije 4-1 Litouwen - Roemenië 0-1 Italië - Georgië 0-3 Roemenië - Italië 1-0 Litouwen | - Roemenië 1-0 Hongarije - Georgië 0-2 Italië - Litouwen 1-0 Roemenië - Hongarije 2-1 Georgië - Georgië 0-2 Hongarije - Litouwen 0-3 Italië - Hongarije 1-3 Roemenië - Georgië 4-1 Litouwen - Italië 0-2 Hongarije - Roemenië 2-1 Georgië |

| Kwalificatiegroep 9 | Kwalificatiegroep 9 | Wed | W | G | V | DV | DT | Ptn |
| ------------------- | ------------------- | --- | - | - | - | -- | -- | --- |
| 1                   | Engeland            | 8   | 5 | 2 | 1 | 18 | 8  | 17  |
| 2                   | Griekenland         | 8   | 5 | 1 | 2 | 14 | 6  | 16  |
| 3                   | Duitsland           | 8   | 5 | 1 | 2 | 18 | 7  | 16  |
| 4                   | Finland             | 8   | 1 | 1 | 6 | 7  | 20 | 4   |
| 5                   | Albanië             | 8   | 1 | 1 | 6 | 3  | 19 | 4   |

| - Finland 3-0 Albanië - Duitsland 2-1 Griekenland - Engeland 1-1 Duitsland - Griekenland 3-1 Finland - Finland 2-2 Engeland - Albanië 0-1 Griekenland - Duitsland 8-0 Albanië - Engeland 4-0 Finland - Albanië 0-1 Engeland - Griekenland 2-0 Duitsland | - Finland 1-3 Duitsland - Griekenland 0-0 Albanië - Griekenland 3-1 Engeland - Albanië 0-1 Duitsland - Duitsland 1-2 Engeland - Albanië 3-0 Finland - Engeland 5-0 Albanië - Finland 0-3 Griekenland - Engeland 2-1 Griekenland - Duitsland 2-0 Finland |

| \| Tweede \| Tweede \| Wed \| W \| G \| V \| DV \| DT \| Ptn \| \| ------ \| ----------- \| --- \| - \| - \| - \| -- \| -- \| --- \| \| 1 \| Griekenland \| 6 \| 4 \| 0 \| 2 \| 14 \| 6 \| 12 \| \| 2 \| Zweden \| 6 \| 3 \| 2 \| 1 \| 11 \| 5 \| 11 \| \| 3 \| Polen \| 6 \| 3 \| 2 \| 1 \| 13 \| 10 \| 11 \| \| 4 \| Kroatië \| 6 \| 3 \| 2 \| 1 \| 9 \| 6 \| 11 \| \| 5 \| Nederland \| 6 \| 3 \| 2 \| 1 \| 9 \| 7 \| 11 \| \| 6 \| Roemenië \| 6 \| 3 \| 1 \| 2 \| 8 \| 4 \| 10 \| \| 7 \| Spanje \| 6 \| 3 \| 1 \| 2 \| 6 \| 6 \| 10 \| \| 8 \| Bulgarije \| 6 \| 3 \| 1 \| 2 \| 9 \| 14 \| 10 \| \| 9 \| Rusland \| 6 \| 2 \| 3 \| 1 \| 11 \| 9 \| 9 \| Teams 1 t/m 7 kwalificeerden zich voor een play-off voor het hoofdtoernooi, samen met de negen groepswinnaars. Om de beste zeven te bepalen zijn alleen de resultaten van de beste vier teams per groep gebruikt. |             |     |   |   |   |    |    |     |
| Tweede | Tweede      | Wed | W | G | V | DV | DT | Ptn |
| 1 | Griekenland | 6   | 4 | 0 | 2 | 14 | 6  | 12  |
| 2 | Zweden      | 6   | 3 | 2 | 1 | 11 | 5  | 11  |
| 3 | Polen       | 6   | 3 | 2 | 1 | 13 | 10 | 11  |
| 4 | Kroatië     | 6   | 3 | 2 | 1 | 9  | 6  | 11  |
| 5 | Nederland   | 6   | 3 | 2 | 1 | 9  | 7  | 11  |
| 6 | Roemenië    | 6   | 3 | 1 | 2 | 8  | 4  | 10  |
| 7 | Spanje      | 6   | 3 | 1 | 2 | 6  | 6  | 10  |
| 8 | Bulgarije   | 6   | 3 | 1 | 2 | 9  | 14 | 10  |
| 9 | Rusland     | 6   | 2 | 3 | 1 | 11 | 9  | 9   |

| Tweede | Tweede      | Wed | W | G | V | DV | DT | Ptn |
| ------ | ----------- | --- | - | - | - | -- | -- | --- |
| 1      | Griekenland | 6   | 4 | 0 | 2 | 14 | 6  | 12  |
| 2      | Zweden      | 6   | 3 | 2 | 1 | 11 | 5  | 11  |
| 3      | Polen       | 6   | 3 | 2 | 1 | 13 | 10 | 11  |
| 4      | Kroatië     | 6   | 3 | 2 | 1 | 9  | 6  | 11  |
| 5      | Nederland   | 6   | 3 | 2 | 1 | 9  | 7  | 11  |
| 6      | Roemenië    | 6   | 3 | 1 | 2 | 8  | 4  | 10  |
| 7      | Spanje      | 6   | 3 | 1 | 2 | 6  | 6  | 10  |
| 8      | Bulgarije   | 6   | 3 | 1 | 2 | 9  | 14 | 10  |
| 9      | Rusland     | 6   | 2 | 3 | 1 | 11 | 9  | 9   |

### Kwalificatie-play-offs
| - Nederland 2-2 Engeland - Engeland 1-0 Nederland Engeland won in totaal met 3-2 | - Polen 2-5 Italië - Italië 0-0 Polen Italië won in totaal met 5-2 | - Kroatië 1-1 Tsjechië - Tsjechië 0-0 Kroatië 1-1: Tsjechië won op basis van uitdoelpunten | - Griekenland 3-0 Turkije - Turkije 2-1 Griekenland Griekenland won in totaal met 4-2 |

| - Roemenië 0-1 Frankrijk - Frankrijk 4-0 Roemenië Frankrijk won in totaal met 5-0 | - Spanje 2-1 Portugal - Portugal 1-0 Spanje 2-2: Portugal won op basis van uitdoelpunten | - Oekraïne 1-2 Zwitserland - Zwitserland 2-1 Oekraïne Zwitserland won in totaal met 4-2 | - Zweden 3-2 België - België 2-0 Zweden België won in totaal met 4-3 |

## Eindtoernooi
Het eindtoernooi werd gehouden in Zwitserland van 16 tot en met 28 mei 2002.

### Finalegroepen
| Groep A | Groep A     | Wed | W | G | V | DV | DT | Ptn |
| ------- | ----------- | --- | - | - | - | -- | -- | --- |
| 1       | Italië      | 3   | 1 | 2 | 0 | 3  | 2  | 5   |
| 2       | Zwitserland | 3   | 1 | 1 | 1 | 3  | 2  | 4   |
| 3       | Portugal    | 3   | 1 | 1 | 1 | 4  | 4  | 4   |
| 4       | Engeland    | 3   | 1 | 0 | 2 | 4  | 6  | 3   |

| 17 mei | Italië 1-1 Portugal      | Bazel  |
| 17 mei | Engeland 2-1 Zwitserland | Zürich |
| 20 mei | Italië 2-1 Engeland      | Bazel  |
| 20 mei | Portugal 0-2 Zwitserland | Zürich |
| 22 mei | Zwitserland 0-0 Italië   | Bazel  |
| 22 mei | Portugal 3-1 Engeland    | Zürich |

| Groep B | Groep B     | Wed | W | G | V | DV | DT | Ptn |
| ------- | ----------- | --- | - | - | - | -- | -- | --- |
| 1       | Frankrijk   | 3   | 3 | 0 | 0 | 7  | 1  | 9   |
| 2       | Tsjechië    | 3   | 1 | 1 | 1 | 2  | 3  | 4   |
| 3       | België      | 3   | 1 | 0 | 2 | 2  | 4  | 3   |
| 4       | Griekenland | 3   | 0 | 1 | 2 | 3  | 6  | 1   |

| 16 mei | Griekenland 1-2 België    | Lausanne |
| 16 mei | Frankrijk 2-0 Tsjechië    | Geneva   |
| 19 mei | Griekenland 1-3 Frankrijk | Lausanne |
| 19 mei | België 0-1 Tsjechië       | Genève   |
| 21 mei | Tsjechië 1-1 Griekenland  | Lausanne |
| 21 mei | België 0-2 Frankrijk      | Genève   |

## Knock-out wedstrijden
| zaterdag 25 mei - Frankrijk 2 - Zwitserland 0 Bazel - Italië 2 - Tsjechië 3 Zürich | dinsdag 28 mei - Frankrijk 0 - Tsjechië 0 Tsjechië wint met 3-1 na penalty's Bazel Tsjechië werd kampioen Frankrijk werd tweede |